# Gornji Grahovljani
Gornji Grahovljani falu Horvátországban Pozsega-Szlavónia megyében. Közigazgatásilag Pakráchoz tartozik.

## Fekvése
Pozsegától légvonalban 33, közúton 40 km-re északnyugatra, községközpontjától légvonalban 10, közúton 11 km-re északkeletre, Nyugat-Szlavóniában, a Kravarina-patak forrása feletti magaslatokon fekszik.

## Története
Gornji Grahovljani területe már ősidők óta lakott volt, határában történelem előtti település maradványaira bukkantak. Grahovljani település első írásos említése 1698-ban „Grahovlany” alakban 15 portával a török uralom alól felszabadított települések összeírásában történt. A 17. század végétől a török kiűzése után a területre folyamatosan telepítették be a keresztény lakosságot. Ide Boszniából pravoszláv vlachok érkeztek. Az első katonai felmérés térképén „Dorf Grahovliani” néven találjuk. Lipszky János 1808-ban Budán kiadott repertóriumában „Grahovlyani” néven szerepel. Nagy Lajos 1829-ben kiadott művében „Grahovlyani” néven összesen 82 házzal, 596 ortodox vallású lakossal találjuk. Az egységes Grahovljani településnek 1857-ben 600, 1910-ben 937 lakosa volt. 1910-ben a népszámlálás adatai szerint lakosságának 99%-a szerb anyanyelvű volt. Pozsega vármegye Pakráci járásának része volt. Az első világháború után 1918-ban az új szerb-horvát-szlovén állam, majd később (1929-ben) Jugoszlávia része lett. 1948-tól Gornji Grahovljani már különálló településként szerepel. 1991-ben lakosságának 98%-a szerb, 2%-a jugoszláv nemzetiségű volt. A délszláv háború idején kezdettől fogva szerb ellenőrzés alatt volt. A horvát hadsereg az Orkan ’91 hadművelet második szakaszában 1991. december 20. és 27. között foglalta vissza. Szerb lakossága nagyrészt elmenekült. 2011-ben 8 lakosa volt.

## Lakossága
| Lakosság változása | Lakosság változása | Lakosság változása | Lakosság változása | Lakosság változása | Lakosság változása | Lakosság változása | Lakosság változása | Lakosság változása | Lakosság változása | Lakosság változása | Lakosság változása | Lakosság változása | Lakosság változása | Lakosság változása | Lakosság változása |
| ------------------ | ------------------ | ------------------ | ------------------ | ------------------ | ------------------ | ------------------ | ------------------ | ------------------ | ------------------ | ------------------ | ------------------ | ------------------ | ------------------ | ------------------ | ------------------ |
| 1857               | 1869               | 1880               | 1890               | 1900               | 1910               | 1921               | 1931               | 1948               | 1953               | 1961               | 1971               | 1981               | 1991               | 2001               | 2011               |
| 0                  | 0                  | 0                  | 0                  | 0                  | 0                  | 0                  | 0                  | 302                | 327                | 308                | 225                | 166                | 136                | 33                 | 8                  |

(1931-ig lakosságát az egységes Grahovljani részeként tartották nyilván. 1948-tól számít önálló településnek.)